# Antoaneta Stefanovová
Antoaneta Stefanovová (bulharsky Антоанета Стефанова, * 19. dubna 1979, Sofie, Bulharsko) je bulharská šachistka, mistryně světa v šachu z let 2004 až 2006.

## Tituly
V roce 1997 získala titul mezinárodního mistra (IM). V roce 2002 získala titul GM. V roce 2015 ji byl udělen titul FIDE Senior trenér.

## Soutěže jednotlivkyň
Šachy začala hrát ve čtyřech letech. V sedmi letech vyhrála první turnaj. V roce 1989 se stala mistryní světa do 10 let.
V roce 2002 se stala mistryní Evropy při bilanci 7 vítězství a 4 remíz bez prohry.
Vyhrála Mistrovství světa v šachu žen v roce 2004. Titul na Mistrovství světa v roce 2006 neobhájila, když na Mistrovství světa, které se hrálo vyřazovacím způsobem vypadla ve druhém kole s Iwetou Radziewiczovou z Polska.
V roce 2012 vyhrála ženské mistrovství světa v rapid šachu.

## Soutěže družstev
Na dvanácti šachových olympiádách žen získala celkem 78 bodů ze 121 partií, když ani jednou neprohrála.
| Rok  | Olympiáda | Místo           | Deska | ELO  | Počet bodů | Odehráno partií | pořadí na šachovnici | pořadí družstvo |
| ---- | --------- | --------------- | ----- | ---- | ---------- | --------------- | -------------------- | --------------- |
| 1992 | 30.       | Manila          | 4.    | 2140 | 3,0        | 6               | —                    | 14.             |
| 1994 | 31.       | Moskva          | 2.    | 2330 | 6,5        | 11              | 16.                  | 13.             |
| 1996 | 31.       | Jerevan         | 1.    | 2365 | 8,5        | 13              | 7.                   | 16.             |
| 1998 | 31.       | Elista          | 1.    | 2475 | 6,5        | 11              | 20.                  | 5.              |
| 2002 | 35.       | Bled            | 1.    | 2541 | 6,0        | 10              | 21.                  | 11.             |
| 2004 | 36.       | Calvià          | 1.    | 2523 | 5,5        | 11              | 49.                  | 14.             |
| 2006 | 37.       | Turín           | 1.    | 2502 | 9,0        | 12              | 6.                   | 13.             |
| 2008 | 38.       | Drážďany        | 1.    | 2548 | 7,0        | 10              | 10.                  | 19.             |
| 2010 | 39.       | Chanty-Mansijsk | 1.    | 2551 | 5,5        | 9               | 8.                   | 8.              |
| 2012 | 40.       | Istanbul        | 1.    | 2502 | 6,0        | 9               | 6.                   | 16.             |
| 2014 | 41.       | Tromsø          | 1.    | 2505 | 8,5        | 10              | 5.                   | 14.             |
| 2016 | 42.       | Baku            | 1.    | 2515 | 6,0        | 9               | 8.                   | 15.             |